# Nathália da Rosa
Nathália da Rosa (ur. 12 lipca 1994) – brazylijska lekkoatletka specjalizująca się w biegach sprinterskich.
Podczas mistrzostw świata juniorów w 2012 dotarł do półfinału biegu na 200 metrów oraz wraz z koleżankami z reprezentacji zdobyła brązowy medal w biegu rozstawnym 4 x 100 metrów. 